# Schizoplax brandtii
Schizoplax brandtii är en blötdjursart som först beskrevs av von Middendorff 1847.  Schizoplax brandtii ingår i släktet Schizoplax och familjen Ischnochitonidae. Inga underarter finns listade i Catalogue of Life.